# Hermann von Thile

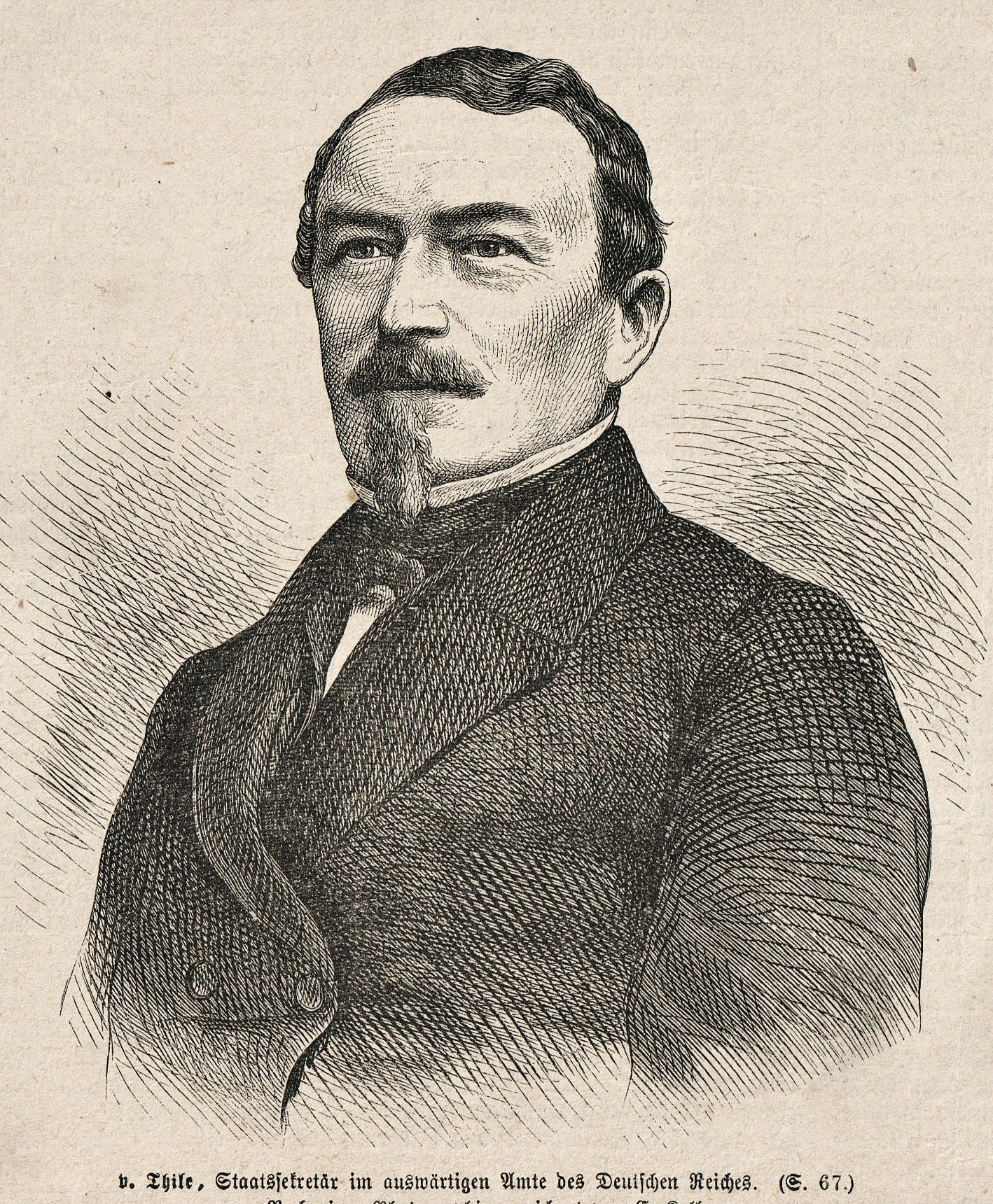
Hermann von Thile

Karl Hermann von Thile (* 19. Dezember 1812 in Berlin; † 26. Dezember 1889 ebenda) war ein deutscher Diplomat und erster Staatssekretär im Auswärtigen Amt des Deutschen Kaiserreichs.

## Diplomatische Laufbahn
Sein Vater war der General der Infanterie Adolf Eduard von Thile, zuletzt kommandierender General des VIII. Armee-Korps in Berlin. Thile, ein Neffe des preußischen Generals und Chef des Militärkabinetts Ludwig Gustav von Thile, trat 1837 in den diplomatischen Dienst von Preußen. 1838 erfolgte seine erste Auslandsverwendung in Rom. In den folgenden Jahren folgten Verwendungen in Bern, 1842 in Wien sowie in London, 1852 bis 1854 in Athen. Von 1854 bis 1859 war er Nachfolger von Christian Karl Josias von Bunsen Gesandter beim Heiligen Stuhl in Rom.
1862 wurde er Unterstaatssekretär im Außenministerium von Preußen. Im gleichen Jahr trat er wie viele Adelige seiner Zeit in die Gesetzlose Gesellschaft zu Berlin ein.

## Staatssekretär des Auswärtigen Amtes
Am 12. Januar 1870 wurde er erster Staatssekretär des Auswärtigen Amtes im Norddeutschen Bund, als das preußische Außenministerium auf die Bundesebene überging. Er blieb auch nach 1871 im Amt, als der Bund in Deutsches Kaiserreich umbenannt wurde. Der Staatssekretär war der Leiter dieser obersten Reichsbehörde, etwa mit einem heutigen Minister vergleichbar.
Das Amt übte er bis zum 30. September 1872 aus, als er im Gefolge einer Affäre um die Verleihung des Schwarzen Adlerordens an den russischen Botschafter Paul von Oubril sowie den österreichischen Botschafter Alajos Károlyi zurücktrat und durch Hermann Ludwig von Balan abgelöst wurde. Die tatsächliche Gestaltung der Außenpolitik oblag während dieser Zeit jedoch weitgehend dem Reichskanzler Otto von Bismarck.
Thile hinterließ einen umfangreichen literarischen Nachlass, der sich in der Anhaltischen Landesbücherei Dessau befindet. Darunter befindet sich auch der Briefwechsel mit dem Historiker Alfred von Reumont.

## Ehefrau Ottilie von Graefe
Er war seit 1847  mit Ottilie von Graefe (1816–1889) verheiratet,  Tochter des Mediziners Carl Ferdinand von Graefe und Schwester des Augenarztes Albrecht von Graefe. Ottilie von Graefe war künstlerisch vielseitig begabt. Ihre Liedertexte vertonte der Komponist Friedrich Wilhelm Kücken. Mit ihren Bleistiftzeichnungen porträtierte Ottilie von Graefe Familienangehörige und Mitglieder ihres umfangreichen Freundeskreises. Ihre umfangreiche Korrespondenz mit Mathilde Bardua, Nichte der beiden Schwestern und Berliner Salonnières, der Malerin Caroline Bardua sowie der Dichterin und Sängerin Wilhelmine Bardua, wurde 2014 veröffentlicht. Ottilie von Graefe war Gründungsmitglied der literarisch-künstlerischen Vereinigung der Kaffeter in Berlin. Für die Kaffeterzeitung fertigte sie Porträtzeichnungen ihrer Mitstreiterinnen.